# Királyi kertek (Prága)

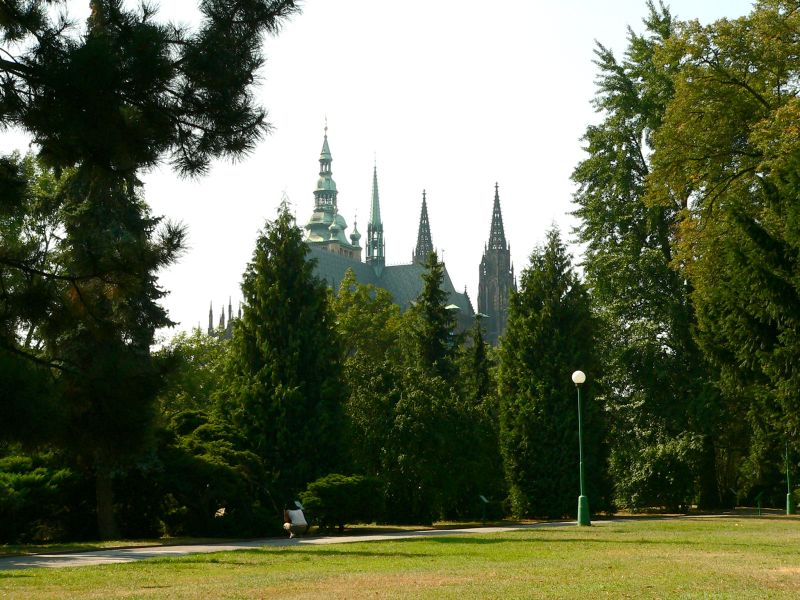
A prágai vár a Kiralyi kertek felől

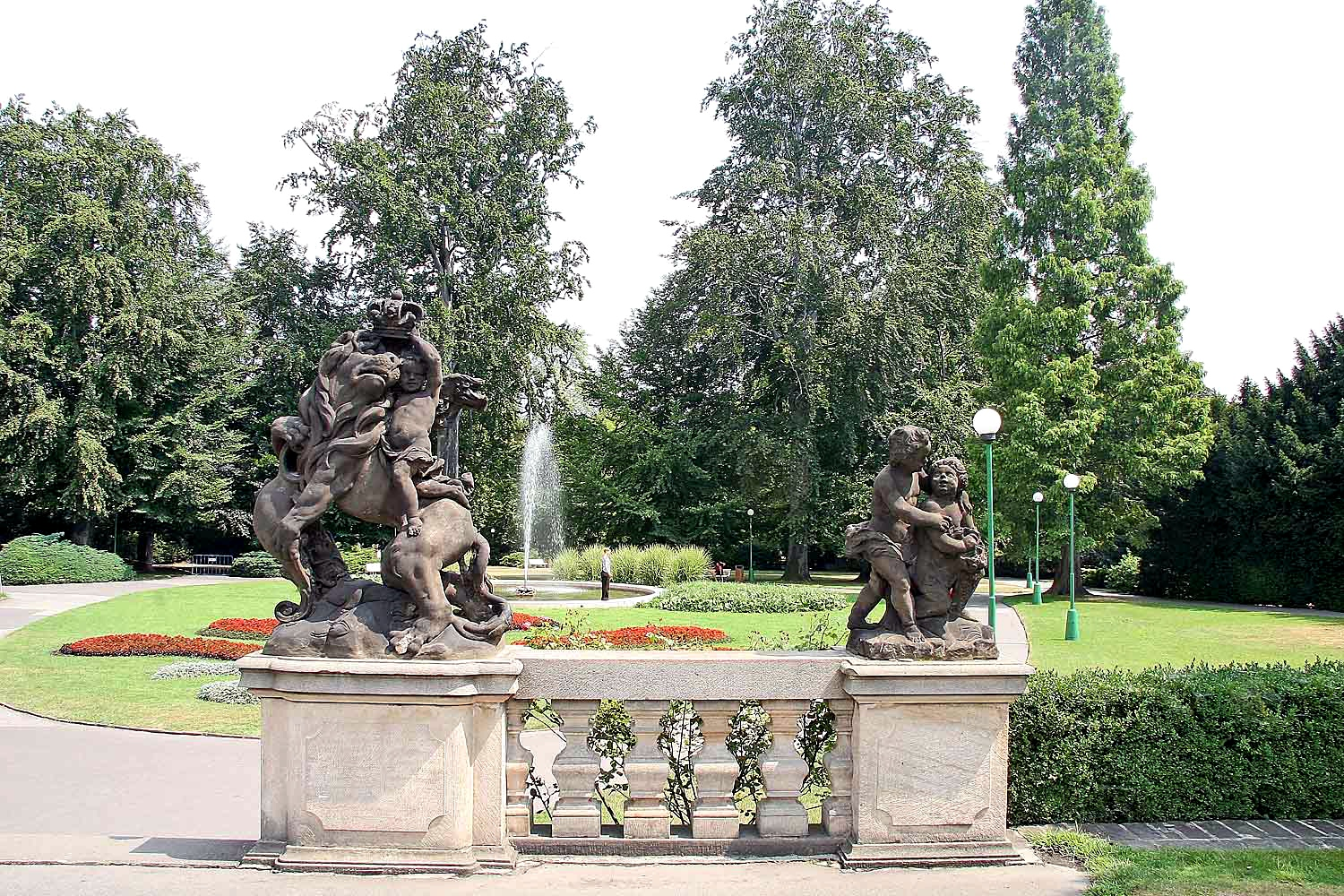
Barokk szoborcsoport

A Királyi kertek (csehül: Královská zahrada) a prágai várat északról határoló Szarvas-árok bal partján terülnek el. A kert négy bejáraton közelíthető meg. Ezek közül kettő nyugatra nyílik a Lőpor hídra vezető (U Prašného mostu) utcára, egy északra Anna királyné nyári palotájához és egy keletre, a Chotek-kert felé.

## A kert története
I. Ferdinánd alakíttatta ki 1534-ben az addigi szőlőskertek helyén. Fölvásárolta a Brusnice-patak (Szarvas-árok) és a már meglévő, reneszánsz kertecske közötti szőlőket, és azt itáliai példák alapján egzotikus, illetve ritka növényekkel telepíttette be olyan sikerrel, hogy a gyűjtemény messze földön híressé vált.
A szobrokat 1730 körül Matthias Bernhard Braun faragta (Szombathy, 1971).
A 19. század közepén kapta ma is látható angolkert jellegét, de úgy, hogy megőrizték a korábbi kertművészeti koncepciók egyes elemeit. Ilyenek:
- a Nyári palotához közel látható giardinetto (reneszánsz elem),
- az ornamentálisan kialakított virágágyások (barokk elemek),
- a szoborcsoportok és díszkutak (barokk elemek).

Az első Csehszlovákia megalakulása után(?) összevonták a tőle nyugatra zöldellő Lumbe-kerttel (csehül: Lumbého zahrada). A kertben álló Lumbe-villából lett a köztársasági elnök villája, tőle nem messze építették meg az elnök és hivatalának ellátására a Veteményes kert üvegházát.

## Építményei
A kertben, illetve az azzal határos telkeken felhúztak néhány a királyi család és a főnemesek, később a köztársasági elnök szórakoztatására, illetve pihenésére szolgáló épületet is:
- Labdaház,
- Nyári palota,
- Oroszlánudvar,
- Lovarda,
- Télikert,
- Birodalmi üvegház
- a köztársasági elnök villája
- Veteményes kert (melegház; kizárólag a köztársasági elnök hivatalának ellátására).

A kertet fal keríti. Az aszfaltozott, akadálymentesített utacskák mentén emlékfák, padok és barokk szobrok állnak; vannak esőtetők is. A nyilvános WC-ben ivóvíz is van.
A Veteményes kertet (csehül: Produkční zahrady) II. Rudolf egykori mintagazdaságának helyén Jože Plečnik tervezte Tomáš Garrigue Masaryk köztársasági elnök számára, és ma is az általa megálmodott formában látható. A kerttől nem messze emelkedik a köztársasági elnök villája.
Az Oroszlánudvar a Lovardával szemben, a várhoz vezető utca keleti oldalán állt. Az oroszlánokon kívül medvéket és más vadállatokat is tartottak benne a király mulattatására, II. Rudolf idején szerte Európában ismert látványosság volt. Az intézményt 1740-ben szüntették meg; az épületeket átalakították. Ma ezt tekintik a prágai állatkert elődének.
Leghíresebb építménye a Zenélő kút (Zpívající fontána), amit Európa egyik legszebb reneszánsz díszkútjának tartanak. A kút Anna királyné nyári palotája előtt áll. Az állatfejekből kilövellő vízsugarak bronzlemezeket hoznak rezgésbe, és ezek kellemes, ritmusos hangja a kút zenéje.
A kert északi oldalán, az eredeti, reneszánsz falhoz közel áll a Birodalmi üvegház. Ezt valamikor 1820 körül építették, és a köznyelv rendszerint „Zwinger” néven emlegették, mert úgy vélték, hogy hasonlít a drezdai Zwinger kastélyra. V. Ferdinánd császár igen kedvelte, és amikor lemondása után Prágában járt, sokat időzött itt. A 19. század második felében nem messze tőle építettek egy másik üvegházat is, amit a 2. világháború után megnagyobbítottak, hogy az út mentén egészen az Oroszlánudvarig érjen. A Birodalmi üvegházat a 2000-es években teljesen felújították, és utána a prágai vár kertészetének gondozásába adták. A nagyközönség 2013 óta látogathatja; ekkor nyitották meg benne a „Kora tavasz a Királyi kertekben” című kiállítást.

## Látogatható
- április 1. – október 31. között: 6:00–18:00
- november 1. – március 31. között: zárva

Lovat, kutyát, egyéb háziállatot bevinni tilos.
A Veteményes kert évente egy napon, a szeptemberi borfesztivál idején látogatható.